# Calarcá
Calarcá è un comune della Colombia facente parte del dipartimento di Quindío.

## Storia
L'abitato venne fondato da Pedro María Osorio, Jesús María Buitrago, Baltasar González e Segundo Henao nel 1886, mentre l'istituzione del comune è del 1905.